# Mopsolodes australensis
Espèce
Mopsolodes australensis est une espèce d'araignées aranéomorphes de la famille des Salticidae.

## Distribution
Cette espèce se rencontre en Australie au Queensland et dans le Territoire du Nord et en Papouasie-Nouvelle-Guinée dans la province centrale,.

## Étymologie
Son nom d'espèce, composé de austral[ie] et du suffixe latin -ensis, « qui vit dans, qui habite », lui a été donné en référence au lieu de sa découverte, l'Australie.

## Publication originale
- Żabka, 1991 : Salticidae (Arachnida: Araneae) of Oriental, Australian and Pacific regions, VII. Mopsolodes, Abracadabrella and Pseudosynagelides-new genera from Australia. Records of the Australian Museum, vol. 30, p. 621-644 (texte intégral).